# Diócesis de Barra do Piraí-Volta Redonda
La diócesis de Barra do Piraí-Volta Redonda (en latín: Dioecesis Barren(sis) de Pirai-Voltaredonden(sis) y en portugués: Diocese de Barra do Piraí-Volta Redonda) es una circunscripción eclesiástica latina de la Iglesia católica en Brasil, sufragánea de la arquidiócesis de San Sebastián de Río de Janeiro. La diócesis tiene al obispo Luiz Henrique da Silva Brito como su ordinario desde el 13 de marzo de 2019. 

## Territorio y organización
La diócesis tiene 4623 km² y extiende su jurisdicción sobre los fieles católicos de rito latino residentes en 12 municipios del estado de Río de Janeiro: Volta Redonda, Barra do Piraí, Resende, Barra Mansa, Itatiaia, Quatis, Porto Real, Rio Claro, Pinheiral, Mendes, Engenheiro Paulo de Frontin y Piraí.
La sede de la diócesis se encuentra en la ciudad de Volta Redonda, en donde se halla la Concatedral de Nuestra Señora de la Gracia. En Barra do Piraí se encuentra la Catedral de Santa Ana.
En 2018 en la diócesis existían 28 parroquias.

## Historia
La diócesis de Barra do Piraí fue erigida el 4 de diciembre de 1922 con la bula Ad supremae Apostolicae Sedis del papa Pío XI, obteniendo el territorio de la diócesis de Niterói (hoy arquidiócesis de Niterói).
El 27 de marzo de 1925 cedió parte de su territorio para la erección de la diócesis de Valença mediante la bula Ex apostolico officio del papa Pío XI.
El 13 de abril de 1946 cedió parte de su territorio para la erección de la diócesis de Petrópolis mediante la bula Pastoralis qua urgemur del papa Pío XII.
El 26 de marzo de 1960 cedió otra parte de su territorio para la erección de la diócesis de Nova Iguaçu mediante la bula Quandoquidem verbis del papa Juan XXIII.
El 26 de enero de 1965, por decreto Cum urbs de la Sagrada Congregación Consistorial, la iglesia de Nuestra Señora de la Gracia en Volta Redonda fue elevada al rango de concatedral y la diócesis tomó su nombre actual.
El 14 de marzo de 1980 cedió otra porción de territorio para la erección de la diócesis de Itaguaí la bula Gravissimum supremi del papa Juan Pablo II.

## Estadísticas
De acuerdo al Anuario Pontificio 2019 la diócesis tenía a fines de 2018 un total de 606 000 fieles bautizados.
| Año                                                                             | Población            | Población | Población      | Sacerdotes | Sacerdotes    | Sacerdotes    | Bautizados por sacerdote | Diáconos permanentes | Religiosos | Religiosos | Parroquias |
| Año                                                                             | Bautizados católicos | Total     | % de católicos | Total      | Clero secular | Clero regular | Bautizados por sacerdote | Diáconos permanentes | Varones    | Mujeres    | Parroquias |
| ------------------------------------------------------------------------------- | -------------------- | --------- | -------------- | ---------- | ------------- | ------------- | ------------------------ | -------------------- | ---------- | ---------- | ---------- |
| 1950                                                                            | 350 000              | 400 000   | 87.5           | 50         | 31            | 19            | 7000                     |                      | 20         | 71         | 34         |
| 1959                                                                            | 650 000              | 800 000   | 81.3           | 105        | 40            | 65            | 6190                     |                      | 90         | 135        | 49         |
| 1966                                                                            | 600 000              | 600 000   | 100.0          | 54         | 23            | 31            | 11 111                   |                      | 35         | 62         | 32         |
| 1970                                                                            | 300 000              | 500 000   | 60.0           | 55         | 23            | 32            | 5454                     |                      | 43         | 95         | 42         |
| 1976                                                                            | 337 000              | 524 000   | 64.3           | 48         | 20            | 28            | 7020                     | 3                    | 34         | 153        | 26         |
| 1980                                                                            | 375 000              | 608 060   | 61.7           | 52         | 22            | 30            | 7211                     | 4                    | 49         | 92         | 26         |
| 1990                                                                            | 688 224              | 770 708   | 89.3           | 48         | 27            | 21            | 14 338                   | 3                    | 51         | 112        | 26         |
| 1999                                                                            | 592 605              | 790 140   | 75.0           | 43         | 28            | 15            | 13 781                   | 2                    | 25         | 101        | 20         |
| 2000                                                                            | 563 507              | 751 343   | 75.0           | 47         | 28            | 19            | 11 989                   | 2                    | 29         | 95         | 22         |
| 2001                                                                            | 556 525              | 742 034   | 75.0           | 45         | 26            | 19            | 12 367                   | 2                    | 28         | 101        | 22         |
| 2002                                                                            | 556 525              | 742 034   | 75.0           | 43         | 26            | 17            | 12 942                   | 2                    | 18         | 99         | 22         |
| 2003                                                                            | 556 525              | 742 034   | 75.0           | 43         | 27            | 16            | 12 942                   | 2                    | 19         | 94         | 22         |
| 2004                                                                            | 556 525              | 742 034   | 75.0           | 43         | 28            | 15            | 12 942                   | 3                    | 18         | 84         | 22         |
| 2006                                                                            | 572 000              | 761 000   | 75.2           | 48         | 31            | 17            | 11 916                   | 3                    | 21         | 74         | 22         |
| 2012                                                                            | 683 000              | 813 000   | 84.0           | 56         | 40            | 16            | 12 196                   | 15                   | 16         | 67         | 22         |
| 2015                                                                            | 700 000              | 832 000   | 84.1           | 62         | 45            | 17            | 11 290                   | 19                   | 18         | 47         | 28         |
| 2018                                                                            | 606 000              | 824 560   | 73.5           | 61         | 47            | 14            | 9934                     | 20                   | 15         | 47         | 28         |
| Fuente: Catholic-Hierarchy, que a su vez toma los datos del Anuario Pontificio. |                      |           |                |            |               |               |                          |                      |            |            |            |

## Episcopologio
- Guilherme Müller † (14 de diciembre de 1925-11 de diciembre de 1935 falleció)
  - Sede vacante (1935-1938)
- José André Coimbra † (26 de febrero de 1938-8 de junio de 1955 nombrado obispo de Patos de Minas)
- Agnelo Rossi † (5 de marzo de 1956-6 de septiembre de 1962 nombrado arzobispo de Ribeirão Preto)
- Altivo Pacheco Ribeiro † (4 de abril de 1963-27 de junio de 1966 nombrado obispo de Araçuaí)
- Waldyr Calheiros de Novais † (20 de octubre de 1966-17 de noviembre de 1999 retirado)
- João Maria Messi, O.S.M. (17 de noviembre de 1999-8 de junio de 2011 retirado)
- Francesco Biasin (8 de junio de 2011-13 de marzo de 2019 retirado)
- Luiz Henrique da Silva Brito, desde el 13 de marzo de 2019